# Hyloxalus
Hyloxalus is een geslacht van kikkers uit de familie pijlgifkikkers (Dendrobatidae). De groep werd voor het eerst wetenschappelijk beschreven door Jiménez de la Espada in 1871. Later werd de wetenschappelijke naam Hylixalus gebruikt.
Het is het enige geslacht uit de onderfamilie Hyloxalinae. Er zijn 59 soorten die voorkomen in Zuid-Amerika; Bolivia, Colombia, Ecuador, Panama, Peru en Venezuela.

## Soorten
Geslacht Hyloxalus
- Soort Hyloxalus abditaurantius
- Soort Hyloxalus aeruginosus
- Soort Hyloxalus anthracinus
- Soort Hyloxalus awa
- Soort Hyloxalus azureiventris
- Soort Hyloxalus betancuri
- Soort Hyloxalus bocagei
- Soort Hyloxalus borjai
- Soort Hyloxalus breviquartus
- Soort Hyloxalus cevallosi
- Soort Hyloxalus chlorocraspedus
- Soort Hyloxalus chocoensis
- Soort Hyloxalus craspedoceps
- Soort Hyloxalus delatorreae
- Soort Hyloxalus edwardsi
- Soort Hyloxalus elachyhistus
- Soort Hyloxalus eleutherodactylus
- Soort Hyloxalus exasperatus
- Soort Hyloxalus excisus
- Soort Hyloxalus faciopunctulatus
- Soort Hyloxalus fallax
- Soort Hyloxalus fascianigrus
- Soort Hyloxalus fuliginosus
- Soort Hyloxalus idiomelus
- Soort Hyloxalus infraguttatus
- Soort Hyloxalus insulatus
- Soort Hyloxalus italoi
- Soort Hyloxalus lehmanni
- Soort Hyloxalus leucophaeus
- Soort Hyloxalus littoralis
- Soort Hyloxalus maculosus
- Soort Hyloxalus maquipucuna
- Soort Hyloxalus marmoreoventris
- Soort Hyloxalus mittermeieri
- Soort Hyloxalus mystax
- Soort Hyloxalus nexipus
- Soort Hyloxalus parcus
- Soort Hyloxalus patitae
- Soort Hyloxalus peculiaris
- Soort Hyloxalus peruvianus
- Soort Hyloxalus pinguis
- Soort Hyloxalus pulchellus
- Soort Hyloxalus pulcherrimus
- Soort Hyloxalus pumilus
- Soort Hyloxalus ramosi
- Soort Hyloxalus ruizi
- Soort Hyloxalus saltuarius
- Soort Hyloxalus sauli
- Soort Hyloxalus shuar
- Soort Hyloxalus sordidatus
- Soort Hyloxalus spilotogaster
- Soort Hyloxalus subpunctatus
- Soort Hyloxalus sylvaticus
- Soort Hyloxalus toachi
- Soort Hyloxalus utcubambensis
- Soort Hyloxalus vergeli
- Soort Hyloxalus vertebralis
- Soort Hyloxalus whymperi
- Soort Hyloxalus yasuni